# 로모노소프 황금 메달

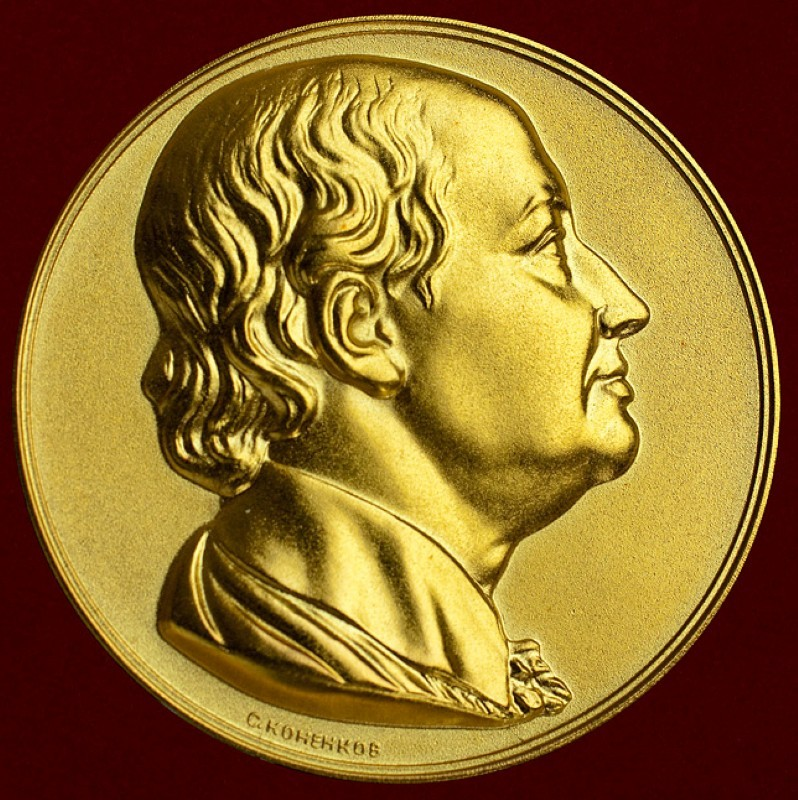
로모노소프 황금 메달

로모노소프 황금 메달(러시아어: Большая золотая медаль имени М. В. Ломоносова, 영어: Lomonosov Gold Medal)은 1959년에 제정된 러시아 과학 아카데미가 주는 상으로 자연과학과 인도주의에서 뛰어난 업적을 남긴 사람에게 주어진다. 러시아의 과학자 미하일 로모노소프에서 따왔다. 매년 두 명의 수상자에게 주어지며 원칙적으론 소련(러시아) 국내 인물, 외국인 등 각각 한 사람씩 선정된다.